# 萨拉托加温泉 (犹他州)
萨拉托加温泉（英語：Saratoga Springs）是美国犹他州犹他县下属的一座城市。面积大约为16.75平方英里（43.4平方公里），海拔约为4,505英尺（1,373米）。根据2010年美国人口普查，该市有人口17,781人。